# Провулок Старицького (Київ)
Прову́лок Стари́цького — провулок у Подільському районі міста Києва, місцевість Біличе поле. Пролягає від вулиці Старицького до кінця забудови.

## Історія
Провулок виник в першій половині XX століття під назвою тупик Замковецької вулиці або (3-тя) Замковецька вулиця. Сучасна назва на честь українського письменника Михайла Старицького — з 1955 року.